# Lena Forsén
Lena Forsén, anciennement Soderberg (née Sjööblom, le 31 mars 1951), est un mannequin suédois apparu comme playmate dans le numéro de novembre 1972 du magazine Playboy, sous le nom de Lenna Sjööblom. Sa page centrale (en) est photographiée par Dwight Hooker (en). L'image est devenue par la suite une image de test standard omniprésente dans le domaine du traitement numérique des images (en), où l'image est connue sous le nom de Lenna. 

## Carrière

### Mannequin
La carrière de Lena Forsén commence par la présentation de bijoux et de catalogues à Chicago, dans l'Illinois, après avoir quitté la Suède pour s'installer aux États-Unis en tant que jeune fille au pair pour un membre de sa famille. En 1972, elle est photographiée pour la page centrale du numéro de novembre du magazine Playboy. Elle s'installe ensuite à Rochester, dans l'État de New York, et devient Shirley - un modèle de la marque Kodak - tout en travaillant au noir comme barmaid. Par la suite, elle apparaît dans un grand nombre de publications de Kodak, notamment dans des publicités pour des produits, dans des catalogues et sur des livrets d'instruction.

### Lenna
Une version recadrée (la tête et les épaules) de sa page centrale, connue sous le nom de Lenna, est devenue une image test standard qui est souvent utilisée pour tester des algorithmes de traitement d'images numériques. Elle a été invitée à la 50e conférence annuelle de la Society for Imaging Science and Technology (en) (IS&T) en 1997, où elle fait une présentation sur elle-même. En raison de l'omniprésence de son scan de photos Playboy, elle est appelée la « première dame de l'internet »,. Ce titre lui est donné par Jeff Seideman dans un communiqué de presse qu'il a publié pour annoncer sa participation à la 50e conférence annuelle de l'IS&T. En  janvier 2019, elle déclare qu'elle aurait souhaité être mieux rémunérée, mais qu'elle était  « vraiment fière de cette photo ». Cependant, dans un court documentaire intitulé Losing Lena, dont la première a lieu en Amérique du Nord en novembre de la même année, elle déclare : « Je me suis retirée du mannequinat il y a longtemps. Il est temps que je me retire aussi de la technologie ».

### Après le mannequinat
En 1997, Lena Forsén travaille pour une agence gouvernementale, supervisant des employés handicapés et archivant des données à l'aide d'ordinateurs et de scanners,.

## Vie personnelle
Lena Forsén s'est mariée deux fois, a trois enfants et plusieurs petits-enfants.